# Parque Senador Jefferson Péres
O Parque Senador Jefferson Péres é um parque urbano localizado no Centro Histórico de Manaus, capital do estado do Amazonas. Está situado mais precisamente entre a avenida Sete de Setembro e a rua Lourenço da Silva Braga, nas imediações do Palácio Rio Negro. Foi criado com o intuito de ocupar uma área de igarapés que, inicialmente, era o local de uma invasão ilegal feita por grupos marginalizados e militantes de causas sociais locais. Neste parque encontra-se hasteada a maior bandeira do estado do Amazonas.
Com uma área de pouco mais de 53 mil metros quadrados, foi construído sobre igarapés aterrados pelo governo do Amazonas. O parque leva este nome em homenagem a um dos mais proeminentes políticos do Amazonas, Jefferson Péres, já falecido. Uma estátua de bronze com suporte de mármore, em tamanho natural, foi confeccionada pelo artista paulistano Murilo Sá Toledo em homenagem ao senador e está localizada próximo ao pórtico.

## História
O Parque Senador Jefferson Péres foi construído em área de antiga invasão de palafitas que interferiam nos igarapés de Manaus e Bittencourt, dois tradicionais pontos urbanos da cidade de Manaus. Foi inaugurado em 1º de setembro de 2009.
Objetivando a recuperação do ambiente, o Parque possibilita aos seus visitantes conhecer sobre um pouco da história política, social e paisagística da capital amazonense, especialmente do período da economia da borracha, a partir da forma como foi estruturado – a vegetação, o traçado, a arquitetura, a simetria, a simbologia, enfim, de todo um clima que marcou aquele período histórico.
Além de local onde é possível observar diversas espécies da flora amazônica, o Parque também é refúgio da população, oferecendo, com alto nível de qualidade, as mais diversas atividades culturais.